# Ampulex moebii
Ampulex moebii är en  stekelart som beskrevs av Kohl 1893. Ampulex moebii ingår i släktet Ampulex och familjen Ampulicidae. Inga underarter finns listade i Catalogue of Life.